# Comunidad de villa y tierra de Guadalajara
La comunidad de villa y tierra de Guadalajara fue una de las comunidades en las que se organizó la Extremadura castellana, creada en torno a la villa de Guadalajara, en la actual España. Su primer fuero fue concedido por Alfonso VII de Castilla en 1133 y fue ampliado en 1219 por Fernando III haciendo del común de Guadalajara tierra de realengo.
El fuero de 1133, llamado después fuero corto, concedía a Guadalajara un alfoz con unas cincuenta aldeas divididas en dos sexmas, la del Campo, en la margen derecha del río Henares, y la de la Alcarria, en la margen izquierda. El fuero sirve en la presura para atraer a distintas familias nobiliarias, procedentes sobre todo del norte de España, como los Mendoza, los Cerda, los Guzmán, los Álvarez de Toledo o los Téllez Girón. Serían muchos los intentos de estas familias de convertir la tierra de realengo de Guadalajara en un señorío nobiliario, aunque con pocos frutos en un principio.
En 1219 Fernando III amplía el fuero, llamado fuero largo, y en el siglo XIV el común llegó a ampliarse a sesenta y una aldeas. El territorio se divide en seis sexmas encabezadas por Bujés y El Fresno en el Campo y Albolleque, Lupiana, Renera y Valdeavellano en la Alcarria. Sancho IV a finales del siglo XIII concedió el común de Guadalajara en señorío a su hija Isabel de Castilla, aunque su hermano Fernando IV volvió a confirmar después la titularidad regia de la comunidad. Posteriormente Diego Hurtado de Mendoza y Suárez de Figueroa haría varios intentos para hacerse con el común en señorío, aunque Enrique IV lo rechazó. Lo que sí concedió el rey a Diego Hurtado y sus sucesores fue el título de duque del Infantado y, con ello, el privilegio de nombrar los cargos públicos cuando en 1460 concede el título de ciudad a Guadalajara.
En la guerra de las Comunidades de Castilla, Guadalajara, auspiciada por el segundo duque del Infantado, Íñigo López de Mendoza y Luna, se levantó en contra de Carlos I de España en favor de los comuneros, aunque la prudencia de poder perder sus privilegios le llevaron finalmente a recapacitar en su acción.
Aunque de realengo, el común de Guadalajara funcionó gran parte de su historia prácticamente como señorío de los duques del Infantado, hasta la marcha de los Mendoza de la ciudad en el siglo XVIII y la abolición definitiva de los señoríos y comunidades de villa y tierra con la Constitución española de 1812.